# Grimmschwinden
Grimmschwinden ist ein Gemeindeteil der Gemeinde Schnelldorf im Landkreis Ansbach (Mittelfranken, Bayern). Grimmschwinden liegt in der Gemarkung Oberampfrach.

## Geografie
Das Dorf bildet mit dem östlich gelegenen Schnelldorf eine geschlossene Siedlung und liegt in Tallage an der Ampfrach. Es ist von Feldern umgeben (Westen: Hohlbrunn, Nordwesten: Winkelwiesen, Norden: Wasenteile, Süden: Hart), an die sich Erhebungen der Schnelldorfer Hardt anschließen, die Teil der Frankenhöhe ist (Nordwesten: Ochsenberg (536 m ü. NHN), Norden: Birkenberg (547 m ü. NHN), Südwesten: Simonsberg (535 m ü. NHN)). Zwei Gemeindeverbindungsstraßen führen nach Schnelldorf jeweils zur Staatsstraße 2222 (0,8 km nordöstlich bzw. 0,7 km östlich).

## Geschichte
Der Ort hieß früher „Grimswinden“. Aus der Ortsnamensendung „-winden“ kann man schließen, dass der Ort zu den Wendensiedlungen zählt, die im Mittelalter von den Obrigkeiten in größerer Zahl planmäßig angelegt wurden.
Grimmschwinden lag im Fraischbezirk des ansbachischen Oberamtes Feuchtwangen. Im Jahre 1732 bestand der Ort aus 13 Anwesen mit 15 Mannschaften (7 Anwesen, 3 Anwesen mit Zapfenwirtschaft, 2 Güter mit doppelter Mannschaft, 1 Häuslein). Außerdem gab es noch 1 verfallenes Schloss mit Wohnung und Stallung des Wildmeisters, 1 Zehntscheune, 1 Gemeindeschmiede, 1 Hirtenhaus. Das Stiftsverwalteramt Feuchtwangen war Dorf- und Gemeindeherr sowie alleiniger Grundherr sämtlicher Anwesen. Gegen Ende des Alten Reiches gab es 16 Mannschaften. Von 1797 bis 1808 unterstand der Ort dem Justiz- und Kammeramt Feuchtwangen.
Mit dem Gemeindeedikt (im frühen 19. Jahrhundert) wurde der Ort dem Steuerdistrikt und der Ruralgemeinde Oberampfrach zugeordnet. Die Gemeinde Oberampfrach wurde 1971 nach Schnelldorf umbenannt.

### Ehemaliges Baudenkmal
- ehemaliges markgräflich brandenburg-ansbachisches Forsthaus: wohl erste Hälfte des 18. Jahrhunderts, zweigeschossiges, verputztes Walmdachhaus zu fünf Achsen mit seitlich angefügten eingeschossigen, schmalen Wirtschaftsflügeln mit halben Walmdächern; im Erdgeschoss stichbogige Öffnungen[10]

### Einwohnerentwicklung
| Jahr      | 001818 | 001840 | 001861 | 001871 | 001885 | 001900 | 001925 | 001950 | 001961 | 001970 | 001987 |
| Einwohner | 111    | 134    | 150    | 146    | 165    | 151    | 164    | 240    | 202    | 159    | 141    |
| Häuser    | 23     | 24     |        |        | 24     | 24     | 26     | 29     | 34     |        | 32     |
| Quelle    | [ 12 ] | [ 13 ] | [ 14 ] | [ 15 ] | [ 16 ] | [ 17 ] | [ 18 ] | [ 19 ] | [ 20 ] | [ 21 ] | [ 1 ]  |

## Religion
Der Ort ist seit der Reformation evangelisch-lutherisch geprägt und bis heute nach St. Georg (Oberampfrach) gepfarrt. Die Einwohner römisch-katholischer Konfession sind nach St. Ulrich und Afra (Feuchtwangen) gepfarrt.